# NGC 3037
NGC 3037 is een balkspiraalstelsel in het sterrenbeeld Waterslang. Het hemelobject werd op 26 maart 1835 ontdekt door de Britse astronoom John Herschel.

## Synoniemen
- ESO 499-10
- MCG -4-24-2
- AM 0949-264
- PGC 28381